# مصاعد النظر للإشراف على مقاصد السور
مصاعد النظر للإشراف على مقاصد السور هو كتاب لبرهان الدين البقاعي، من الكتب المتخصصة في الدراسات القرآنية، أراد المؤلف فيه بيان مقاصد كل سورة من سور القرآن، ويذكر أيضا ما ورد في فضل السورة، وأسمائها، وعدد آياتها، وموضع نزولها، وما فيها من فواصل. والكتاب مهم جدا للمهتمين بالدراسات القرآنية، لاحتوائه على قضايا تهم الباحثين، وجودة كلام المؤلف عليها، وإحاطته بجوانبها، لكن يؤخذ عليه إيراده بعض الأحاديث المنكرة والواهية، بل والموضوعة أحيانا. 

## زمن تأليف الكتاب
ذكر المؤلف في آخر الكتاب أنه فرغ منه سنة 871هـ. 

## موضوع الكتاب
مصاعد النظر يعتبر كمقدمة لكتاب نظم الدرر الذي ألفه البقاعي في بيان المناسبات بين الآيات والسور، فجعل هذا الكتاب كالمقدمة له، حيث ذكر فيه ما ورد في فضائل القرآن، ويبين مكان نزول السورة، وأسمائها، وما ورد فيها من فضائل خاصة، والكلام عن مقاصدها، كما أنه يتكلم عن بعض القضايا المختلف فيها، كقضية السجع والفواصل في القرآن، وقضية الشعر ووجوده في القرآن، وغير ذلك من القضايا. 

## منهج المؤلف في الكتاب
- بدأ الكتاب ببيان فضائل القرآن الكريم، وذكر جل الأحاديث والآثار المروية في ذلك.
- يذكر هل السورة مكية أم مدنية، وإن كان فيها خلاف ذكره.
- يذكر ما للسورة من أسماء، ويربط بين اسمها وما تدل عليه.
- يسرد فضائل السورة الواردة في الأحاديث ويذكر الحكم عليها.
- يشرح بعض الألفاظ الغامضة في الأحاديث، ويبين ما فيها من مشكلات.[5]

## قيمة الكتاب وأهميته
يعد كتاب مصاعد النظر من أهم الكتب في الدراسات القرآنية، لاحتواه على قضايا عديدة تهم الدارسين، وإشباعه الكلام عليها، وإحاطته بمختلف جوانبها، وما ينقله من كلام المختصين في العلوم القرآنية، فهو من المتمكنين في علوم القرآن، كما أنه متمكن في علوم الحديث، يتضح هذا من خلال كلامه عن الأحاديث التي يوردها في الكتاب. 

## مآخذ على الكتاب
أبرز المآخذ على المؤلف في الكتاب هي:
- يورد أحاديث شديدة الضعف ومنكرة، بل بعضها موضوعة، رغم اشتراطه في الكتاب أن لا يورد ما كان كذلك من الأحاديث.
- يعزو بعض الأحاديث إلى مصادر متأخرة غير حديثية، رغم أنها مخرجة في مصادر السنة المشهورة.
- يذكر آثارا في فضائل السورة لا تدل على فضلها صراحة. [6]

## طبعات الكتاب
طبع الكتاب بتحقيق عبد السميع حسنين، ونشرته مكتبة المعارف بالرياض عام 1408هـ - 1987م في ثلاث مجلدات.